# Église Saint-Ouen de Bouquelon
Pour les articles homonymes, voir Église Saint-Ouen.
L'église Saint-Ouen est une église catholique située à Bouquelon, dans le département de l'Eure, en France.

## Localisation
L'église est située dans la commune de Bouquelon, place de l'Église.

## Historique
L'édifice est daté du XIe siècle et reconstruit aux XIIIe et XIVe siècles.
La sacristie est datée du XVIIIe siècle.
L'édifice est inscrit partiellement au titre des monuments historiques depuis le 12 octobre 1948 : le porche, la fenêtre du XIe siècle, la tour, le chœur sont concernés par l'arrêté.